# Новоукраїнка (Березнегуватська селищна громада)
Новоукраї́нка — село в Україні, у Березнегуватській селищній громаді Баштанського району Миколаївської області. Населення становить 965 осіб.

## Населення

### Мова
Розподіл населення за рідною мовою за даними перепису 2001 року:
| Мова            | Відсоток |
| --------------- | -------- |
| українська      | 93,37%   |
| російська       | 6,22%    |
| інші/не вказали | 0,41%    |

## Відомі уродженці
- Романчук Микола Павлович — Герой України, кандидат технічних наук, генеральний директор акціонерного товариства «Миколаївський суднобудівний завод „Океан“», депутат Миколаївської обласної ради.